# Fichtelbergbacken

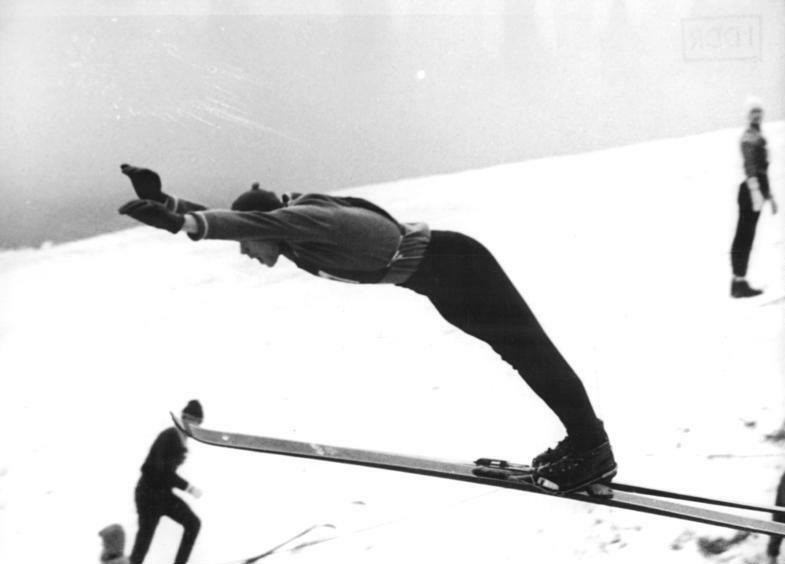
Willi Wirth från DDR tränar i Fichtelbergschanze för Skid-VM 1962 i Zakopane.

Fichtelbergschanzen (sv. Fichtelbergbackarna) är en backhoppningsanläggning i Oberwiesenthal, en vintersportort i distriktet Erzgebirgskreis i Sachsen i Tyskland. Anläggningen har fått sitt namn efter det närbelägna berget Fichtelberg, Sachsens och före detta DDR:s högsta punkt (1215 m). Största backen har K-punkt 95 meter (backstorlek/Hill Size 106 meter). I anknytning till anläggningen finns även 5 mindre backar, K64, K51, K36, K15 och K9. Största backen har använts vid världscupen och vid kontinentalcupen för kvinnor (Ladies-COC). Även världscupen i nordisk kombination har arrangerats i största Fichtelbergbacken. 2020 arrangerades Juniorvärldsmästerskapen i nordisk skidsport. WSC Erzgebirge Oberwiesenthal är hemmaklubben.

## Historia
Tyska mästerskapen i backhoppning arrangerades i Oberwiesenthal redan 1912. Längsta hoppet var 12 meter. Från 1936 byggdes en backe i trä, konstruerad av en arkitekt Kunz från Chemnitz. Backen stod klar 1938 och invigdes 9 januari. Den kallades då Martin-Mutschmann-Schanze och hade K-punkt 70 meter, men omdöptes 1945 till Fichtelbergschanze. Backen ombyggdes senare till K 85 och sista backrekordet i backen sattes av Jiří Raška från Tjeckoslovakien 1970. Gamla Fichtelbergschanze revs 1972 och en ny backe byggdes. Den stod klar och invigdes 1 februari 1974. K-punkt var 90 meter och backen hade torn av stål. Backen försågs med keramikspår och plastmattor 1991 och från 2000 till 2002 ombyggdes backen till K95.

## Backrekord
Följande tabeller visar utvecklingen av backrekord i Fichtelbergsbacken. Nuvarande backrekord (2020) innehas av Harald Johnas Riiber från Norge på herrsidan med 110,5 meter, satt 11 januari 2020 i en kontinentalcupstävling i nordisk kombination. På damsidan har Marita Kramer från Österrike rekordet med 107 meter vilket hon presterade under juniorvärldsmästerskapen den 3 mars 2020. Gyda Westvold Hansen från Norge har hoppat längre med 108,5 meter men hoppet räknas ej som officiellt rekord då det sattes under en träningsomgång med högre fart. 

### Herrar
| Datum            | Namn                 | Längd   |
| ---------------- | -------------------- | ------- |
| 1974             | Manfred Wolf         | 088,0 m |
| 1974             | Dietrich Kampf       | 89,5 m  |
| 1975             | Dietmar Aschenbach   | 90,0 m  |
| 1975             | Rainer Schmidt       | 90,0 m  |
| 1975             | Henry Glaß           | 91 m    |
| 1979             | Ulf Findeisen        | 92,5 m  |
| 1979             | Jörg Schünke         | 94 m    |
| 1980             | Andreas Auerswald    | 94,5 m  |
| 1980             | Michael Herzig       | 94,5 m  |
| 1980             | Klaus Ostwald        | 94,5 m  |
| 1983             | Matthias Buse        | 95,0 m  |
| 1984             | Jens Weißflog        | 96,0 m  |
| 1984             | Heiko Hunger         | 97,5 m  |
| 1985             | Ulf Findeisen        | 101 m   |
| 1996             | Jens Weißflog        | 102 m   |
| 2003             | Michael Uhrmann      | 105 m   |
| 19 januari 2003  | Jan Schmid           | 105 m   |
| 4 september 2004 | Tobias Bogner        | 106 m   |
| 3 september 2011 | Jaka Hvala           | 107,5 m |
| 1 oktober 2011   | Mario Seidl          | 108,5 m |
| 15 mars 2014     | Dominik Mayländer    | 108,5 m |
| 16 januari 2016  | Jonathan Siegel      | 109,0 m |
| 11 januari 2020  | Harald Johnas Riiber | 110,5 m |

## Damer
| Datum           | Namn                       | Längd   |
| --------------- | -------------------------- | ------- |
| 14 augusti 2009 | Ulrike Gräßler             | 099,0 m |
| 21 augusti 2010 | Jacqueline Seifriedsberger | 99,5 m  |
| 21 augusti 2010 | Jacqueline Seifriedsberger | 105 m   |
| 20 augusti 2011 | Ema Klinec                 | 105,5 m |
| 3 mars 2020     | Marita Kramer              | 107 m   |

## Viktiga tävlingar
| Dato            | Vinner                                                               | Andre                                                                 | Tredje                                                                 | Type renn             |
| --------------- | -------------------------------------------------------------------- | --------------------------------------------------------------------- | ---------------------------------------------------------------------- | --------------------- |
| 19 januari 1986 | Ulf Findeisen, Östtyskland Ernst Vettori, Österrike                  |                                                                       | Ingo Lesser, Östtyskland                                               | Världscup             |
| 14 januari 1987 | Ernst Vettori, Österrike                                             | Hroar Stjernen, Norge                                                 | Jiří Parma, Tjeckoslovakien                                            | Världscup             |
| 9 januari 1991  | Inställt på grund av stark vind                                      | Inställt på grund av stark vind                                       | Inställt på grund av stark vind                                        | Världscup             |
| 14 augusti 2009 | Anette Sagen, Norge                                                  | Ulrike Grässler, Tyskland                                             | Melanie Faisst, Tyskland                                               | Kontinentalcup        |
| 15 augusti 2009 | Ulrike Grässler, Tyskland                                            | Ayumi Watase, Japan                                                   | Line Jahr, Norge                                                       | Kontinentalcup        |
| 20 augusti 2010 | Jacqueline Seifriedsberger, Österrike                                | Coline Mattel, Frankrike                                              | Sarah Hendrickson, USA                                                 | Kontinentalcup        |
| 21 augusti 2010 | Jacqueline Seifriedsberger, Österrike                                | Coline Mattel, Frankrike                                              | Yūki Itō, Japan                                                        | Kontinentalcup        |
| 19 augusti 2011 | Jacqueline Seifriedsberger, Österrike                                | Leo Lemare, Frankrike                                                 | Daniela Iraschko, Österrike                                            | Kontinentalcup        |
| 20 augusti 2011 | Daniela Iraschko, Österrike                                          | Ema Klinec, Slovenien                                                 | Coline Mattel, Frankrike                                               | Kontinentalcup        |
| 20 augusti 2011 | Daniela Iraschko, Österrike                                          | Ema Klinec, Slovenien                                                 | Coline Mattel, Frankrike                                               | Kontinentalcup        |
| 5 mars 2020     | Marita Kramer, Österrike                                             | Thea Minyan Björseth, Norge                                           | Lara Malsiner, Italien                                                 | Junior VM, damer      |
| 6 mars 2020     | Peter Resinger, Österrike                                            | Sander Vossan Eriksen, Norge                                          | Mark Hafnar, Slovenien                                                 | Junior VM, herrar     |
| 7 mars 2020     | ÖsterrikeLisa Eder Vanessa Moharitsch Julia Mühlbacher Marita Kramer | SlovenienJerneja Brecl Lara Logar Jerneja Repinc Zupancic Katra Komar | TysklandMichelle Göbel Josephin Laue Pia Lillian Kübler Selina Freitag | Junior VM, damer lag  |
| 8 mars 2020     | SlovenienZak Mogel Jan Bombek Jernej Presecnik Mark Hafnar           | ÖsterrikePeter Resinger Josef Ritzer David Haagen Marco Wörgötter     | TysklandLuca Roth Claudio Haas Killian Märkl Phillip Raimund           | Junior VM, herrar lag |